# Wysokie (Dolina Olczyska)

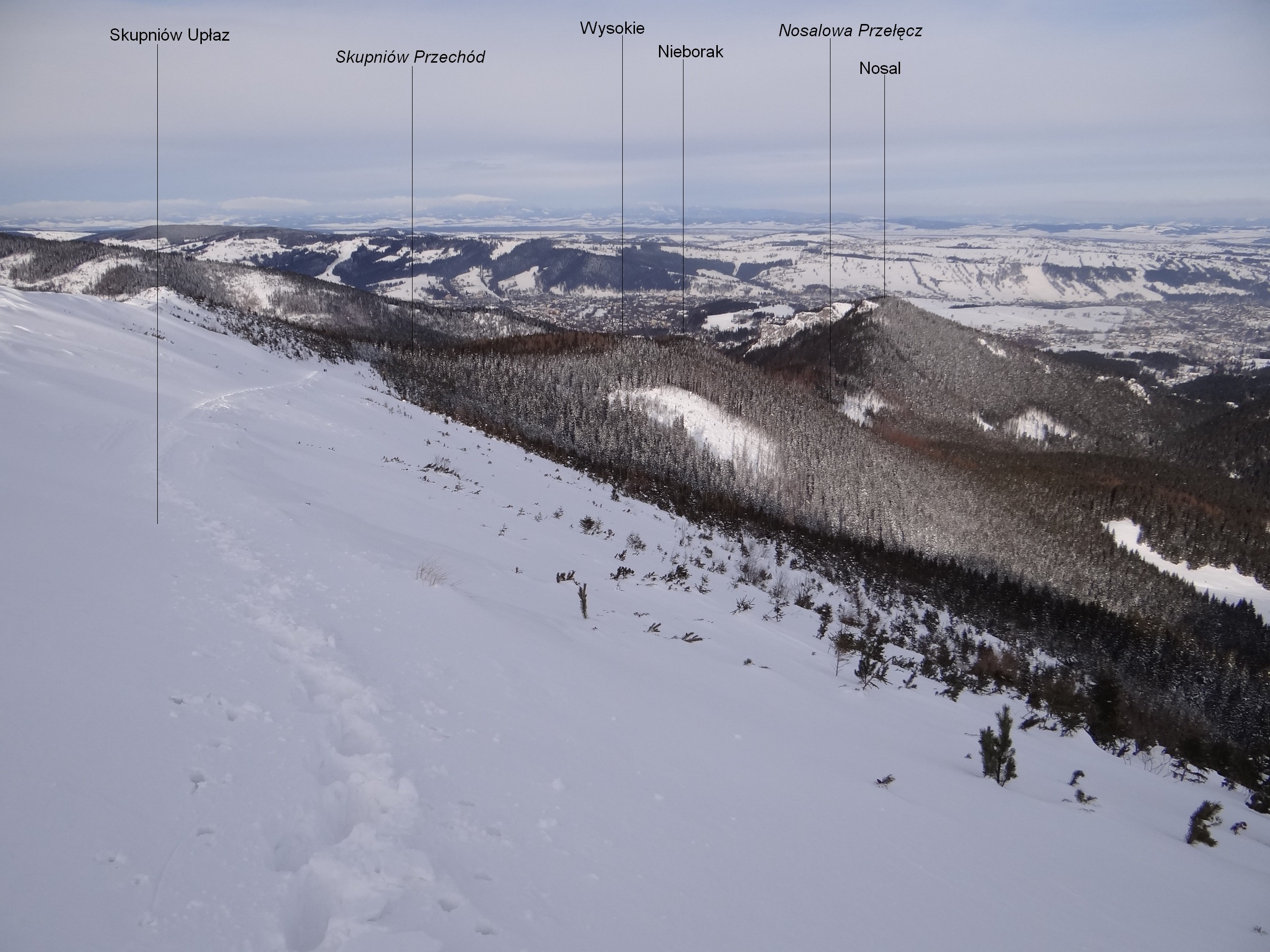
Blick vom Skupniów Upłaz

Die Wysokie ist ein Berg in der polnischen Westtatra mit 1287 Metern Höhe. Er liegt auf dem Nordgrat des Kasprowy Wierch.

## Lage und Umgebung
Die Staatsgrenze verläuft über den Hauptgrat der Tatra. Die Wysokie befindet sich nördlich des Hauptkamms. Unterhalb des Gipfels liegen zwei Täler, das Tal Dolina Gąsienicowa im Osten und das Tal Dolina Bystrej im Westen.

## Tourismus
Der Wysokie ist bei Wanderern beliebt. Er liegt auf dem Weg von der oberen Seilbahnstation auf dem Kasprowy Wierch nach Zakopane.

## Belege
- Zofia Radwańska-Paryska, Witold Henryk Paryski: Wielka encyklopedia tatrzańska. Poronin, Wyd. Górskie, 2004, ISBN 83-7104-009-1.
- Tatry Wysokie słowackie i polskie. Mapa turystyczna 1:25.000, Warszawa, 2005/06, Polkart, ISBN 83-87873-26-8.